# ズールー戦争
ズールー戦争（ズールーせんそう、英語:Anglo-Zulu War、ズールー語:Impi yamaNgisi namaZulu）は、1879年にイギリス帝国と南部アフリカのズールー王国との間で戦われた戦争である。この戦争は幾つかの血生臭い戦闘と、南アフリカにおける植民地支配の画期となったことで有名である。英植民地当局の思惑により、本国政府の意向から離れて開戦したものの、英国軍は緒戦のイサンドルワナの戦いで、槍と盾が主兵装で火器をほとんど持たないズールー軍に大敗を喫して思わぬ苦戦を強いられた。その後、帝国各地から大規模な増援部隊が送り込まれ、ウルンディの戦いでは近代兵器を用いた英軍が王都ウルンディを陥落させ勝利した。戦争の結果、ズールー国家の独立は失われた。

## 背景

### ズールー王国の勃興

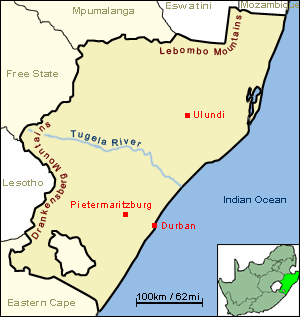
ズールー王国が存在した南アフリカ共和国クワズール・ナタール州の地図

ズールー王国は現在の南アフリカ共和国クワズール・ナタール州に住むバントゥー語系民族の国だった。19世紀の初めに偉大なズールー族の王シャカによって建国され、革新的な軍事システムを導入した。
1817年から1819年にかけてのズールー内戦では、en:Zwide kaLanga率いるen:Ndwandwe王国を破った。
1822年、シャカ王率いるズールー人は、クワズール・ナタール州に住んでいたンデベレ人（古くは英国人から英: Matabeleと呼ばれた）を攻撃し（ムフェカネ、大壊乱）、ンデベレ人は、現在のトランスヴァール中央部やプレトリア近辺に北遷した。
シャカは周囲の部族を征服し、ズールー王国の領域はトゥゲラ川からポンゴラ川まで広がっていた。1828年に暴君となったシャカは暗殺され、暗殺者の一人であった弟ディンガネ・カセンザンガコナが王となった。

### ボーア人のグレート・トレック
この頃、英領ケープ植民地ではボーア人（オランダ系植民者）が英国の統治を嫌い集団で北上を始めた。1835年から始まったこのグレート・トレック（内陸大移動）で、ボーア人たちの集団は入植地を求め、原住諸部族と衝突を繰り返した。1838年2月17日、ウィーネンの虐殺でディンガネは、フォールトレッカーズ（アフリカーンス語: Voortrekkers）のピート・レティーフを始めとする250人のボーア人を虐殺した。12月16日、フォールトレッカーズは、ブラッド・リバーの戦いでズールー族を撃破し、この地にナタール共和国を建国した。戦いに敗れたディンガネ王は威信を失い1840年に退位させられ、ムパンデ・カセンザンガコナが即位する。
一方、英国はボーア人の独立を許さず、ナタール共和国へ軍を送り1845年にこれをケープ植民地に併合した。不満を持ったボーア人たちは北東へ移動し1852年ヴァール川以北にトランスヴァール共和国（南アフリカ共和国）を建国する。オレンジ川以北にもオレンジ自由国が建国された。費用の掛かる内陸奥地の統治を嫌った英国政府はこれを承認した。
1856年、ズールー王国ではムパンデ王の息子ムブヤジとセテワヨが内戦を起こし、セテワヨが勝利して正式な王位継承者となった。1872年にムパンデ王が崩御しセテワヨが即位する。
ズールー国王となったセテワヨは彼の叔父シャカの戦術を可能な限り復活させ、更には幾つかの部隊に銃器を装備もさせた。彼はトランスヴァール共和国との紛争中にトランスカイのコサ族に反乱を起こさせ、セククニを援助したと信じられている。
セテワヨはナタール原住民問題担当長官テオフィルス・シェプストンと親交があり、英国との関係は比較的平穏だったが、ヨーロッパからやって来る宣教師たちの活動はセテワヨにとっては不愉快なものだった。彼は宣教師たちには危害を加えなかったが、幾人かの改宗者を殺害している。宣教師たちは英国とズールーの敵対の原因の一つだった。例えば、スフリューダー司教はセテワヨについて「有能な男だが、冷酷で自尊心が強く、残忍で不誠実である。これまでの王の中で最悪だ」と述べている。

### 大英帝国の拡大

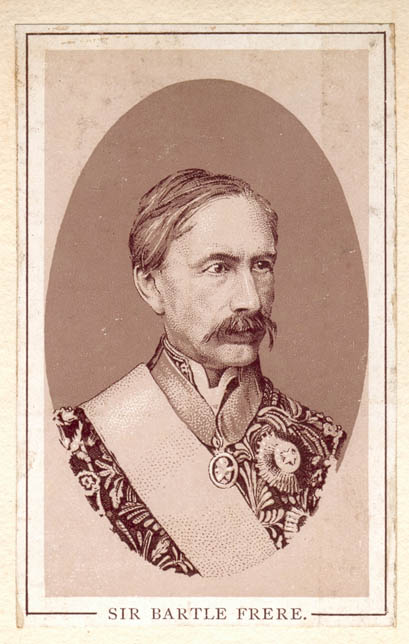
バートル・フレア

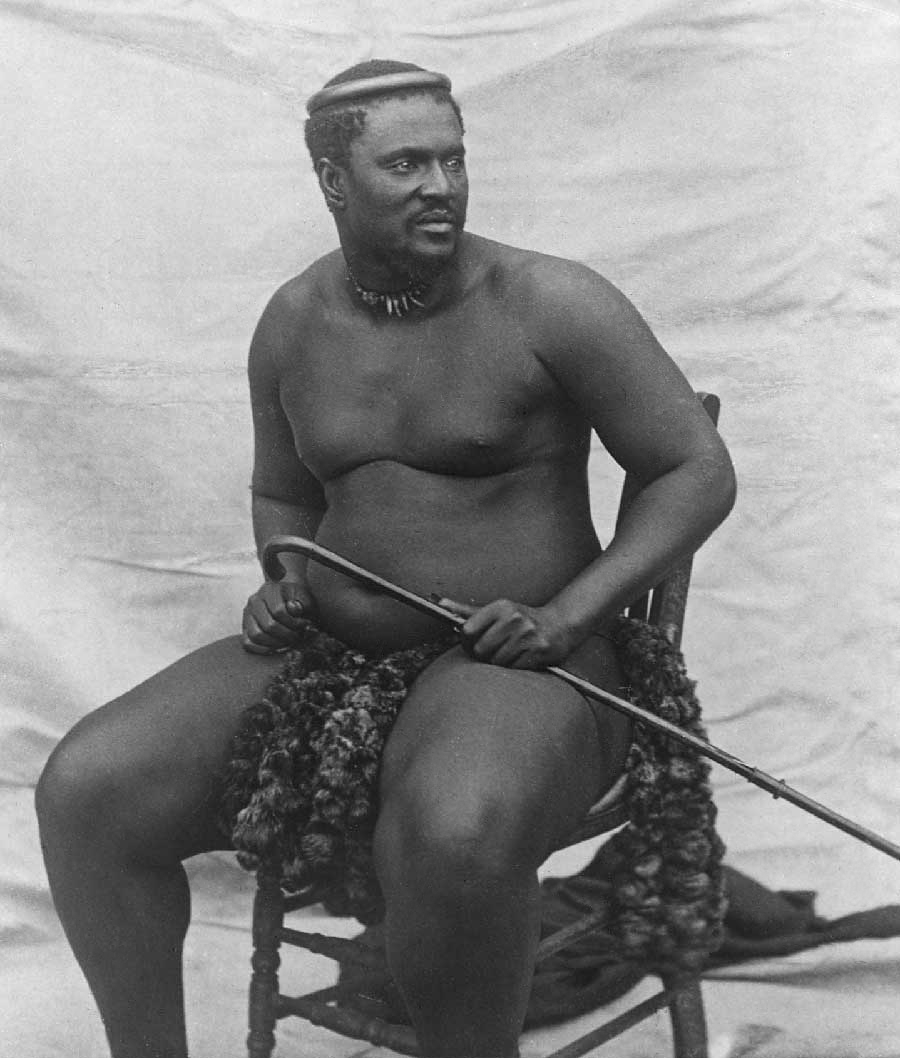
セテワヨ・カムパンデ

1874年、成功裏にカナダ連邦を成立させたカーナーヴォン伯爵植民相は同様の枠組みを南アフリカにおいても実施しようとしていた。この計画のためにバートル・フレアが高等弁務官として南アフリカへ送られた。この計画の障害の一つが独立した国家であるトランスヴァール共和国とズールー王国の存在だった。
1876年9月、ズールー王国での女子の大量虐殺（原因は年配の連隊戦士たちと結婚せよとのセテワヨの命令に反して同年代の男たちと結婚したことだった）に対してナタール行政府は強い抗議を行うが、現地行政府は管轄のアフリカ諸国の問題に対して横柄な態度を取る傾向があった。セテワヨとトランスヴァール共和国との国境問題も続いていた。セテワヨの友人だったナタール原住民問題担当長官テオフィルス・シェプストンは国境問題で彼を支持していた。1877年に彼は小部隊を率いてトランスヴァールへ赴きボーア人たちに独立を放棄するよう説得、これに応じたトランスヴァールは大英帝国に併合された。トランスヴァールの行政官となったシェプストンは立場を変えボーア側の利益に立って国境問題に当たるようになった。彼はズールー王国こそ英国の脅威であると高等弁務官へ報告している 。
フレアはズールーとの戦争は連邦化のために必要不可欠であると考え、南アフリカ最高司令官第2代チェルムスフォード男爵フレデリック・セシジャー中将もこれに同意していた。だが、1878年にカーナーボンに代わって植民相となったサー・マイケル・ヒックス・ビーチ准男爵はズールーとの紛争は交渉によって解決すべきと考えていた。これは当時、英軍が第二次アフガン戦争を戦っていた事情にもよる。植民省にとってはインドに隣接するアフガニスタンの方が南アフリカよりも重要だった。

### 最後通牒
1878年2月、トランスヴァールとズールー王国との国境問題について報告する委員会がナタール総督ヘンリー・ブルワーによって任命された。報告書は7月に提出され、それはズールー側の主張に沿ったものだった。この報告を「一方的でボーアに対して不正である」 と考えたフレア高等弁務官はズールーに与えられる土地において、ボーア人が退去するならば補償を行うべきこと、またもしも残留するならば保護させるべきことを要求した。セテワヨは英国側の挑発的な態度に気がつき、トランスヴァール及びナタール国境でのズールーによる違法行為を認めた。
フレアを支持していたチェルムスフォード中将は1878年2月に最高司令官となりコサ族との国境紛争に勝利していた。チェルムスフォードはクリミア戦争とインドでの戦歴があったものの、ほとんどが参謀将校としてであり、野戦指揮官の経験は乏しかった。
フレアはナタールの全ての部隊を動員した。本国政府は予想されるズールーの攻撃からの防衛方針は承認する。11月11日にチェルムスフォードはブルワー総督から7,000人のアフリカ人を募集する許可を受け、アフリカ兵から成る補助部隊が組織された。
1878年、フレアは二人のズールー戦士が二人のナタール女性と駆け落ちして連れ出した些細な国境侵犯を口実として、ズールーに対し賠償として500頭の牛を要求した。セテワヨは50ポンド相当の金を送っただけだった。二人の測量技師がズールーに捕らえられる事件が起き、フレアはより一層の賠償を要求するがセテワヨは再び拒否した。フレアは使者を送り彼の要求を伝えた。
トランスヴァールが英国の統治下に入り、フレアは南アフリカを連邦化するための残る主な障害は独立したズールー国家であると確信しており、ゆえにこれを破壊すると決意していた。フレアはこれからの行動が本国政府から支持されないことも予期して事件の詳細を報告することを遅らせておき、12月11日にズールー側代理人に対し受け入れ不可能な最後通牒を発して31日までに返答することを求めた。最後通牒には以下の13の条件が含まれていた。
1. 測量技師を捕えた犯人をナタール裁判所で裁判にかけるために引き渡すこと。
2. 上記の犯行およびセテワヨが裁判所命令に従わなかった賠償として牛500頭を支払うこと。
3. 測量技師への違法行為の賠償として牛100頭を支払うこと。
4. スワジ族長ンビリナイをトランスヴァール裁判所で裁判にかけるため引き渡すこと。
5. 即位時の約束を遵守すること。
6. ズールー軍は解散し、男達は帰宅すること。
7. 従来のズールー軍制は廃止し、英国との相談の上で別の軍制を採用すること。
8. 帰宅した男達は結婚できるようにすること。
9. 1877年に以前にズールーに居住していた全ての宣教師と改宗者は彼らが望むならば帰還し、元の住居に住まわせること。
10. 宣教師たちは説教を許され、教えを望むズールー族は自由に聞けること。
11. 上記の条件の履行を監督する英国代理人の滞在を許可すること。
12. 宣教師およびヨーロッパ人に関する全ての紛争は弁務官同席のもとで王が公に聴取すること。
13. 弁務官の同意なしに、ズールーランドからの追放刑は行わないこと。

フレアはズールーとの紛争を引き起こすことを望んでいたと信じられており、そしてその目的は達せられた。セテワヨは12月11日の要求を拒否してこの年の終わりまで返答しなかった。1879年1月11日に本国政府からの承認が与えられ、開戦は既定のこととなった。

## 第一次侵攻 (1879年1月～5月)

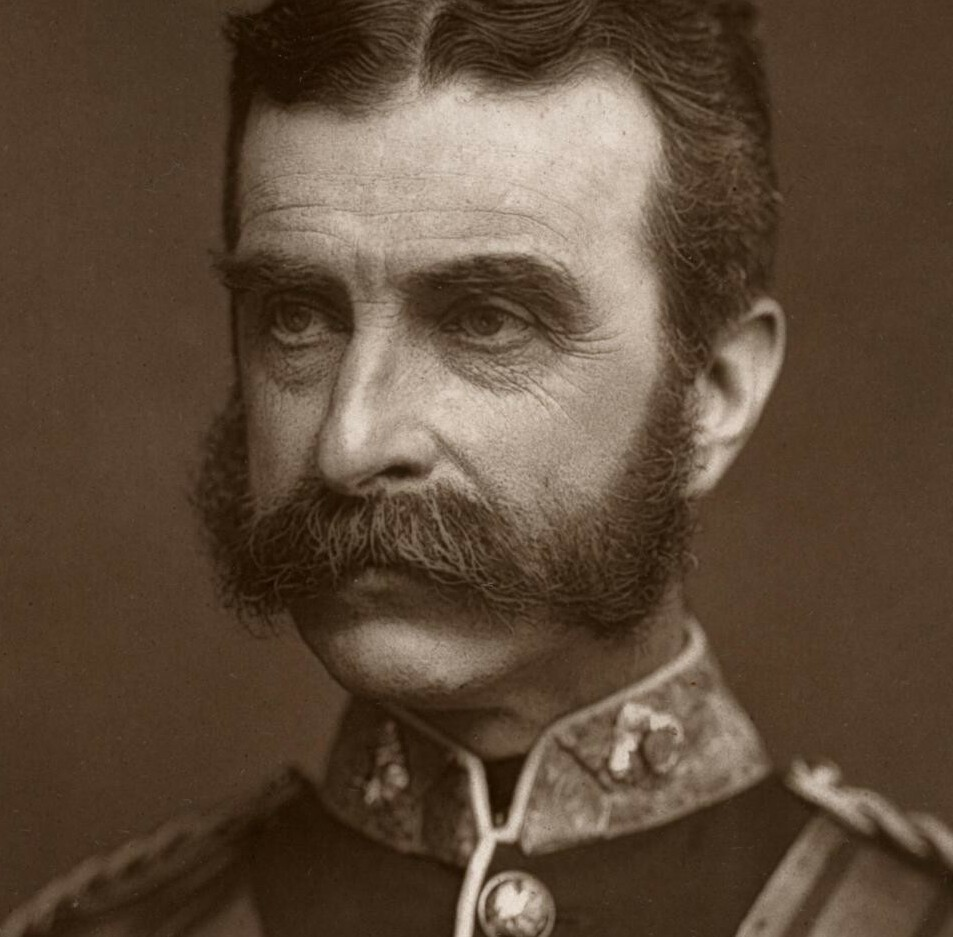
第2代チェルムスフォード男爵フレデリック・セシジャー中将

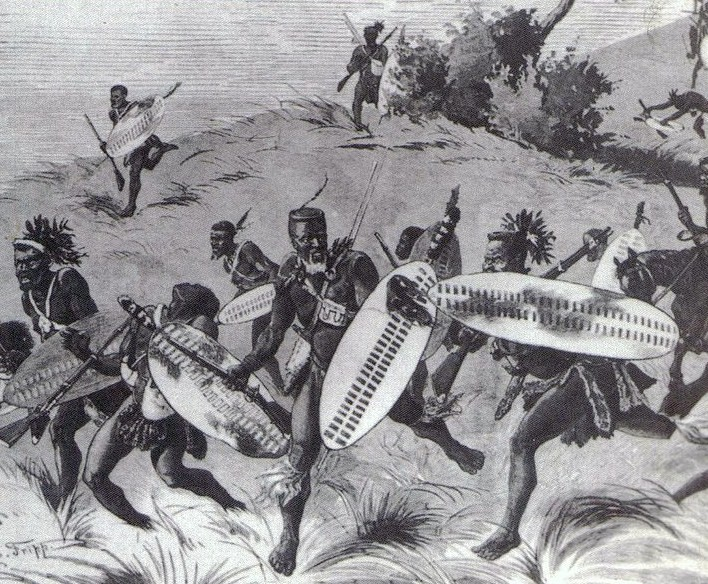
ズールー戦士

セテワヨは回答をせず、1879年1月11日にチェルムスフォード中将の率いる英軍が本国政府の認可を受けることなくズールー王国へ侵攻した。
英軍はヨーロッパ兵11,300、アフリカ兵5,800を有し、5個縦隊から成っていた。
- 英国軍 (チェルムスフォード中将) 
  - 第一縦隊 - 4750人（チャールズ・ピアソン大佐）
  - 第二縦隊 - 3871人（アンソニー・ダンフォード中佐）
  - 第三縦隊 - 4709人（リチャード・グリン大佐）
  - 第四縦隊 - 1656人（エブリン・ウッド大佐）
  - 第五縦隊 - 2278人（ヒュー・ローランズ大佐）

この内第二縦隊はナタール防衛に充てられ、第五縦隊はユトレヒト地区に駐留。第一、第三、第四縦隊がズールー王国へ侵攻した。
ピアソン大佐の第一縦隊はトゥゲラ川下流を渡河し、海岸沿いを進軍してエショーヴェを目指す。
エブリン・ウッド大佐の第四縦隊はユトレヒト地区を出発し、ブラット川を渡河して北西部を進軍してカンブラへ向かった。
最も強力な第三縦隊は名目上グリン大佐の指揮だが、実際にはチェルムスフォード自身が率いていた。縦隊はロルクズ・ドリフトから侵攻し、王都ウルンディを目指す。
ズールー軍は約4万の兵力で、1500から4000人の連隊から成っていた。戦士の集団はその規模に関わらずIMPIと呼ばれる。
ズールー王国の建国者シャカ王は「猛牛の角」と呼ばれる戦術を考案した。IMPIは三つの集団に分かれる。
- 角 - 敵を取り囲み押さえる。これは若く経験の少ない戦士で構成される。
- 胸 - 最大の集団で、敵を正面から攻める。
- 獅子 - 予備部隊で、敗走した敵を追跡する。これはベテラン戦士で構成される。

ズールー戦士は大型の槍を装備しており、戦争の初期には銃器を装備した戦士は僅かしかいなかった。これらの銃は主に旧式の雷管式かマスケット銃であり、しかもズールー国内では整備ができないために、これらの銃器の状態は悪かった。セテワヨは銃器の重要性を認識しており1878年に命中精度を上げるための訓練を命じている。開戦以降は鹵獲した英国の最新式銃を用いている。
ズールー軍は兵数と士気、指導力そして機動性によって兵器の劣勢を補っていた。

### イサンドルワナとロルクズ・ドリフト

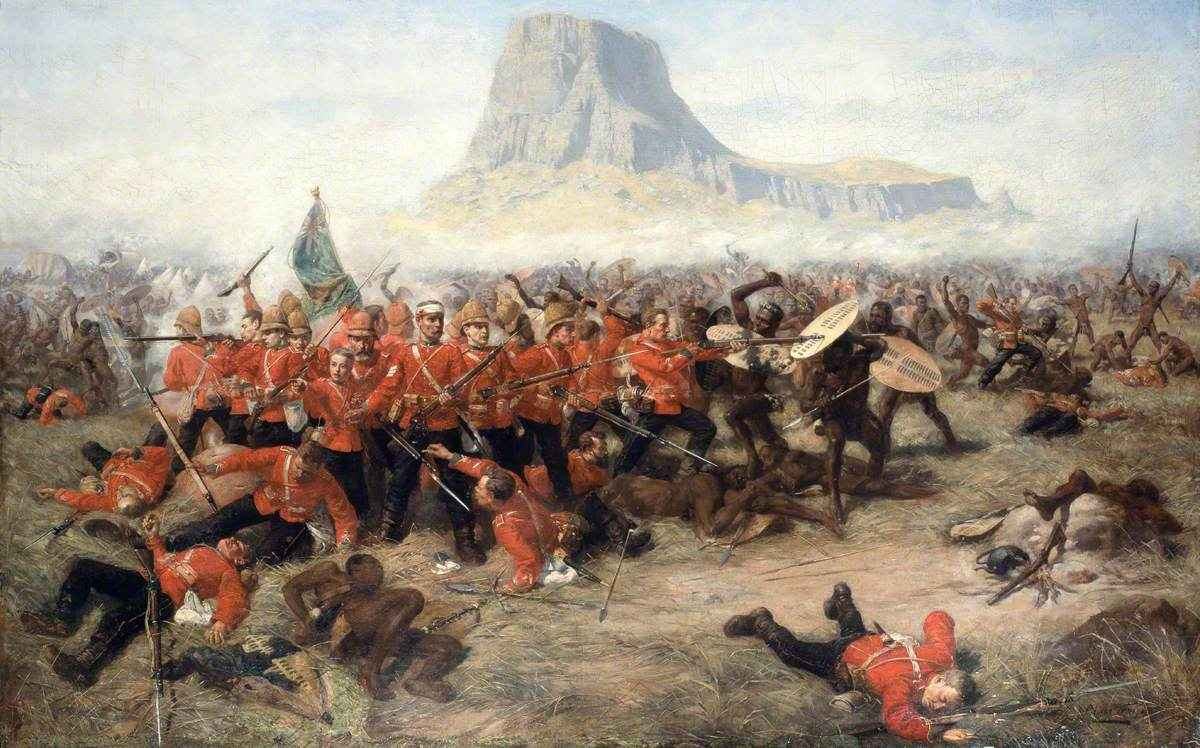
イサンドルワナの戦い

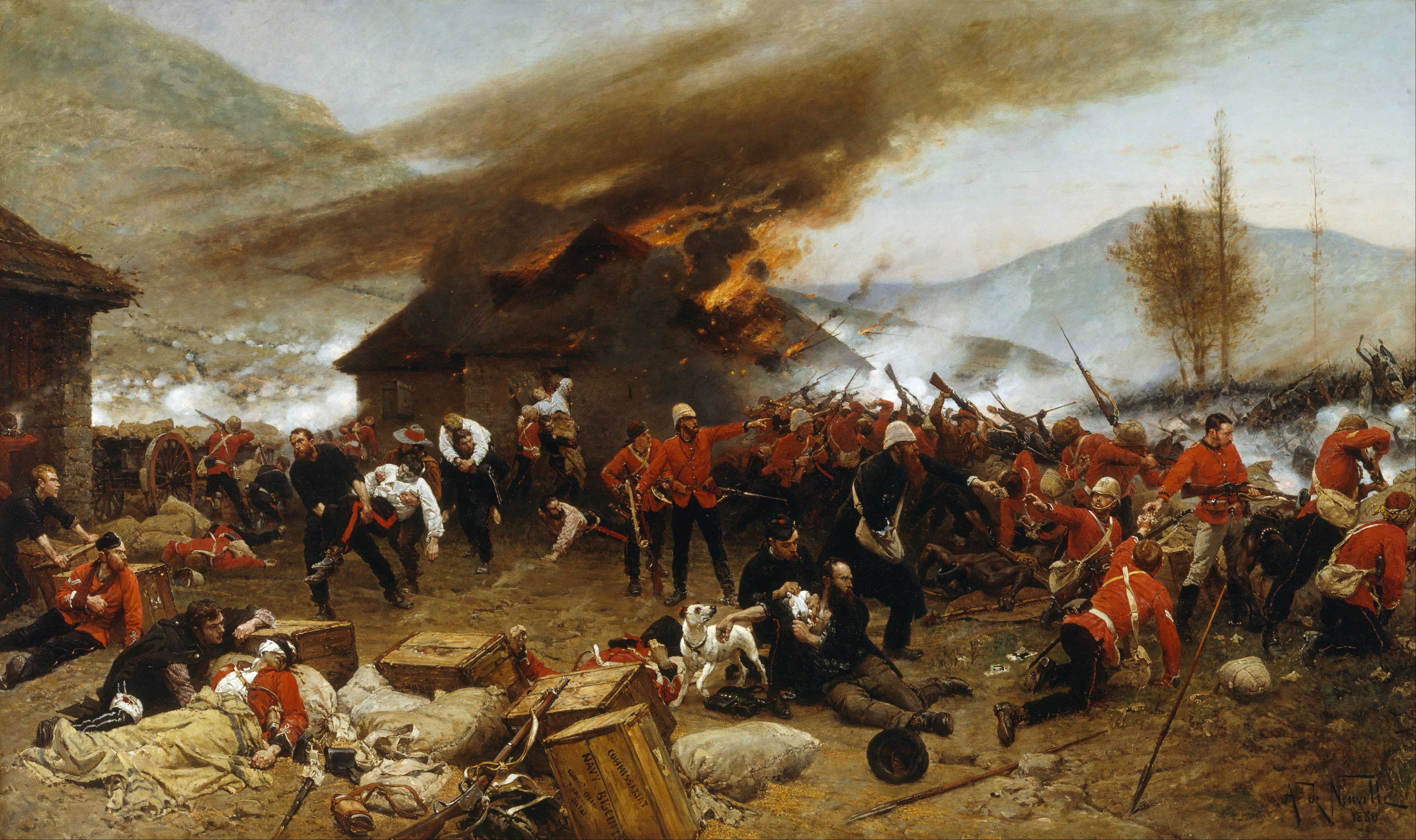
ロルクズ・ドリフト防衛戦

3個縦隊の侵入は妨げられず、1月22日に第三縦隊はイサンドルワナ近くに野営した。この日の早朝、チェルムスフォードは偵察隊を支援するため彼の部隊を分割して出動した。チェルムスフォードが野営地を去った後は ヘンリー・プレイン中佐が野営地の指揮を執った。ダンフォード中佐の第二縦隊の一部500人が到着し、野営地の兵力はヨーロッパ兵800、アフリカ兵900になった。だが、チェルムスフォードは野営地に防御陣地を構築しないよう命令を与え（地面が固すぎるためだった）、そしてズールー軍の接近情報も無視してしまっており、全ては手遅れとなった。
午前11時30分、ズールー軍2万がイサンドルワナの野営地に突撃をかけた。「猛牛の角」と呼ばれるズールー軍の三方向からの猛攻を英軍は支えきれずに蹂躙され壊滅する。英軍はヨーロッパ兵806人、アフリカ兵471人が犠牲となり 全滅、ズールー軍も3,000人が死傷しているが、イサンドルワナの戦いはこの戦争中にズールーが得た最大の勝利となった。
23日未明、イサンドルワナから15kmのロルクズ・ドリフトの伝道所跡に築かれた砦の英軍守備隊へ勢いづいたズールー軍4,000が襲いかかった。ジョン・チャード中尉の守備隊はアフリカ兵が逃亡してしまいイギリス兵139人に過ぎなかった。40対1の戦力比にもかかわらず、英軍は奮戦して2日間も持ちこたえ、イサンドルワナから退却してきたチェルムスフォードの部隊が接近したためズールー軍はようやく撤退した（ロルクズ・ドリフトの戦い）。犠牲者は英軍が戦死13人、負傷14人、ズールー軍が戦死351人。チャード中尉以下の守備隊将兵11名にヴィクトリア十字章が授与された。
イサンドルワナの敗報は白人植民者の間に急速に広まった。彼らは防備を固めるか、より安全なピーターマリッツバーグやダーバンへ逃げ出した。英国はナタール侵攻を恐れたが、ズールー軍はこれまでの戦闘で5,000人を失っており、戦果を拡張させる余力はなかった。

### 侵攻の停滞
チェルムスフォードの第三縦隊が交戦している間、海岸沿いを進むチャールズ・ピアソン大佐指揮の第一縦隊はトゥゲラ川を越えニャーザン川で襲撃を試み待ち構えていたズールー軍と小競り合いの後に前進を続け、エショーヴェの放棄された伝道所まで到着するとここに陣地を構築した。イサンドルワナでの惨敗を知ったピアソンはトゥゲラ川までの後退を計画したが、これを実行するか否か躊躇っている間にズールー軍は英軍の補給路を断ち、エショーヴェを包囲してしまった（エショーヴェ包囲戦）。
一方、ユトレヒトを出発したエブリン・ウッド大佐の第四縦隊はズールーラント北西部のズールー族を制圧してウルンディ占領を目指す中央縦隊の前進を援護することが本来の任務だった。この目的のためにウッドはズールー軍4,000人が布陣しているフローベン山から南方10マイルのティンタンズ村に野営地を構築した。彼は1月24日の攻撃を計画していたが、イサンドルワナの敗報を聞いて後退した。この結果、英軍の侵攻開始から1ヶ月後には彼ら第四縦隊だけが有効な軍事力として残るのみとなってしまい、このまま作戦を続行するにはあまりにも戦力が不足していた。

### 本国の反応
イサンドルワナの敗戦はズールー戦争に対する大衆の関心を集めることになり、英本国では報復を求める世論が高まっていた。
だが、政府の戦争に対する態度は不明朗なものだった。フレアとチェルムスフォードが功名心から始めた戦争であり、政府は乗り気ではなかった。そのためセント・アルドウィン伯ヒックス・ビーチ植民相はフレアに対しズールーラントの併合を禁止し、改めて交渉による解決を命じた。セテワヨは既に交渉を申し出ていたが、フレアとチェルムスフォードは本国との連絡に時間を要することを良いことに無視していた。一方、軍内ではイサンドルワナで屈辱的敗戦を喫したチェルムスフォードを非難する声が高まっていた。加えてロルクズ・ドリフトの将兵13名に最高褒章であるヴィクトリア十字章が授与されたことにも過剰であると不満の意見があった。（例えばズールー戦争中に23名がヴィクトリア十字章を授与されたが、第二次世界大戦の英本土航空戦やノルマンディー上陸作戦では各1名だけだった）
その一方で、大英帝国の威信を守り植民地体制を保つためにはズールーに対して明確な勝利を得ることも必要であった。それ故に本国政府はチェルムスフォードが以前に求めたよりも多くの増援部隊の派遣を決定した。

### カンブラとギンギンドロブ
セテワヨはナタール侵略までは意図しておらず、ズールー王国内でのみ戦っていた。チェルムスフォードは続く2ヶ月間を部隊の再編と新たな侵攻軍の構築に費やし、まずはエショーヴェで包囲されているピアソンの救出を図っていた。本国政府は2個砲兵中隊を伴った7個連隊の増援を大至急でナタールへ送り込んだ。3月7日、増援第一陣がダーバンに到着。
この期間の3月12日、リューンズブルクへ向かっていた補給隊がイントムベ川（英: Intombi River）で襲撃を受けて全滅し補給物資を奪われている（イントムベの戦い）。
チェルムスフォードはヨーロッパ兵3,400、アフリカ兵2,300から成る縦隊を率いてエショーヴェ救出へ向かった。今回の進軍では毎晩陣地を構築しつつ進んでいる。チェルムスフォードはウッドの部隊（スタフォードシャー連隊とボーア人から成る675人）にフロバネにあるズールーの砦を攻撃するよう命じた。3月28日、フロバネの戦いでは、レドバース・ブラー中佐がフロバネを攻撃したが、ズールー軍本隊2万6千が来援し英兵は撃退され、ズールー軍が勝利した。アフリカ人部隊を失った（殺されたのではなく逃亡した）他に400人のヨーロッパ兵の内、100人が死傷している。
翌日、2万5千のズールー戦士がカンブラのウッドの野営地（2,068人）に襲いかかった。英軍はカンブラの戦いで持ちこたえ、5時間の激戦の末にズールーは撤退した。英軍の損失は26人、ズールー軍の損失はおよそ2,000人だった。これは決定的な戦いとなった。
ウッドが戦っている間、チェルムスフォードの縦隊はエショーヴェへ進軍を続けた。4月2日、縦隊はギンギンドロブの戦いでズールーの攻撃を受けたが撃退した。ズールーの損害は大きく約1,200人を失っている。一方、英軍は2人が戦死し52人が負傷しただけだった。翌日、英軍はピアソンの部隊を救出し、4月5日にエショーヴェを退去した。その後、ズールーはこの地を焼き払っている。

### チェルムスフォードの更迭とウルズリーの任命

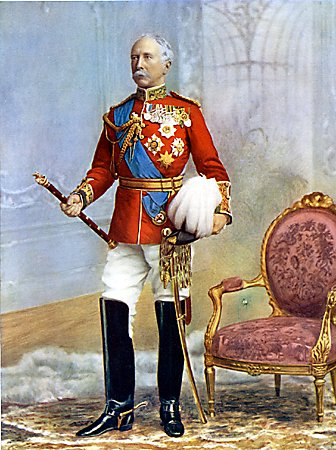
ウルズリー中将

軍内でのチェルムスフォードへの非難は強く、5月22日にチェルムスフォードに代わりガーネット・ウルズリー中将が後任の南アフリカ軍司令官になることが決定された。ウルズリーは過去の植民地戦争での豊富な戦歴があり、当時はオスマン帝国から新たに獲得したキプロスの高等弁務官だった。それ以上にウルズリーは1875年にナタール総督も務めた経験があった。ビーチ植民相は紛争のできる限り早い解決を望み、ウルズリーに武力に依らない交渉による解決を含めた全権を与えた。同時にズールーラントの併合も禁じている。最早、本国政府にとってはフレアの構想していた南アフリカの連邦化は過去のものとなっていた。ウルズリーは5月30日に出発したが、任地到着までは3週間を要する。

## 第二次侵攻（1879年6月～7月）
侵攻の再開は英軍にとって必ずしも成功は約束されていなかった。カンブラ、ギンギンドロブ、エショーヴェでの勝利にもかかわらず、彼らは1月の初めに侵攻を開始した地点まで後退していた。だが、チェルムスフォードは自らの軍事的名声と軍歴を守るためにウルズリーが到着するよりも前にセテワヨの軍隊を決定的に撃滅する必要があったのである。より多くの増援部隊が到着するとチェルムスフォードは部隊を再編し、6月に侵攻を開始した。
- 英国軍（チェルムスフォード中将）
  - 第一師団 - （ヘンリー・フォード・クリロック少将） 
    - 第一旅団 - （ピアソン大佐）
    - 第二旅団 - （クラーク大佐）

  - 第二師団 - （エドワード・ニューディーゲート少将） 
    - 第一旅団 - （コリンウッド大佐）
    - 第二旅団 - （グリン大佐）
    - 騎兵旅団 - （マーシャル少将）

  - 別働隊 - （ウッド准将）

クリロックの第一師団は海沿いを進軍。ニューディーゲートの第二師団と別働隊はロルクズ・ドリフトを越えて内陸部を進みカンブラを経てウルンディへ向かった。

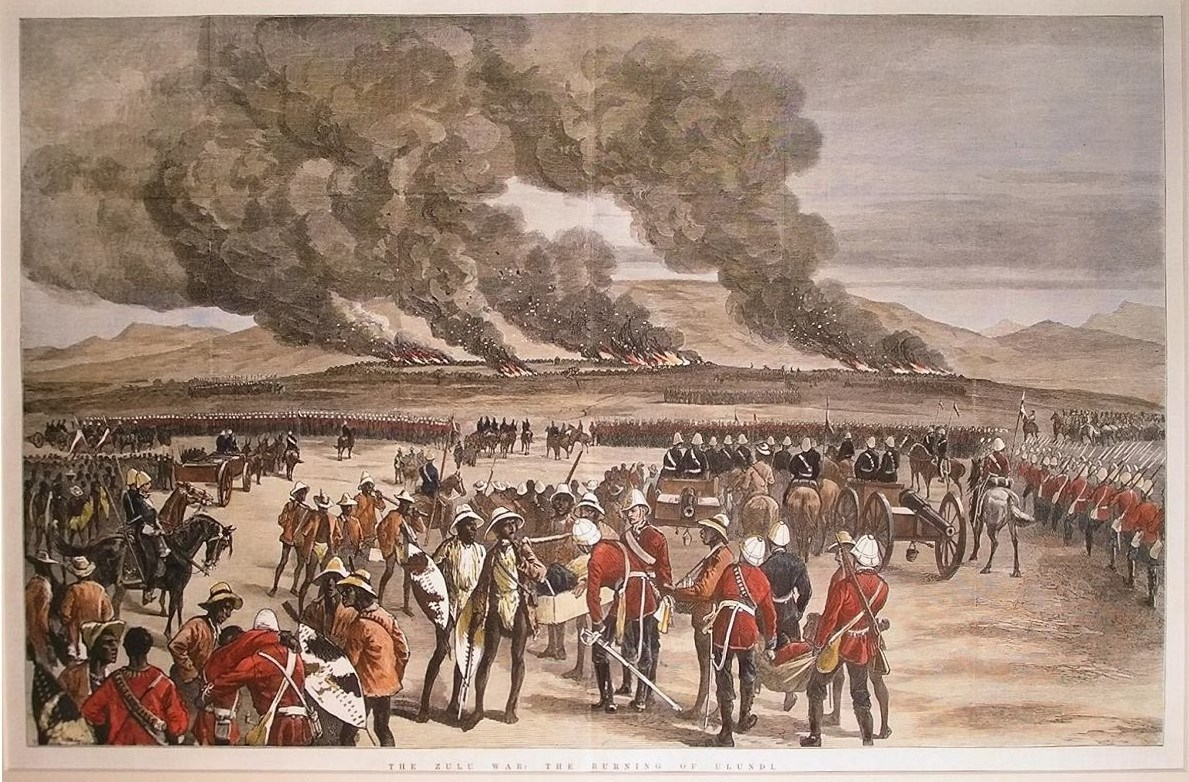
英軍に焼き払われるウルンディ

初期の戦闘での英軍の戦死者の一人がフランス帝位請求者ナポレオン・ウジェーヌ皇太子だった。英軍に志願し従軍していた彼は6月1日に偵察部隊に加わって出動した際に戦死している。
セテワヨは新たに増強された英軍が非常に強力な敵であることを認識しており、和平条約の交渉を打診してきた。だが、ウルズリー将軍の到着が迫っており、チェルムスフォードには交渉の意思は全くなかった。彼はズールー軍主力を打ち破るべく王都ウルンディへ可能な限り早く前進した。
7月4日、砲兵隊とガトリング砲を擁する第二師団とウッドの別働隊の将兵5317人がウルンディ前面に到着。英軍と1万2千から2万のズールー軍が衝突し、最後の決戦ウルンディの戦いが行われた。英軍は歩兵を2列、騎兵と原住民補助兵を内側に置いた方陣を組んでズールーの攻撃を待ち構えた。方陣はウルンディへ向けて前進し、午前9時にズールー軍が突撃をかけた。ズールー戦士たちの波状攻撃は小銃射撃によってなぎ倒される。ズールー軍が混乱したところへ騎兵隊が方陣から出撃して蹴散らした。戦闘は2時間で終わり、英軍の完勝だった。英軍は戦死12人、負傷70人だったのに対して、ズールー軍の犠牲者は1,500人に及んだ。ズールー軍は潰走し、ウルンディは焼き払われた。

## 終戦
ウルンディでの敗戦によりズールー軍は四散し、セテワヨは逃亡する。7月17日、現地に到着したウルズリー将軍がチェルムスフォードから指揮権を引き継ぎ、チェルムスフォード、ブラーそしてウッドは本国へ帰還した。
主だった部族長達は英軍へ帰順を申し出てきた。8月28日にセテワヨは捕らえられ、ケープタウンへ送られた。ズールー族に対して彼の廃位が宣言され、ウルズリーはこの国の政府の新たな仕組みを作り上げた。シャカの王族は退けられ、ズールー王国はセテワヨのライバルだったジヘブを含む11人のズールー族首長と白人の冒険者でセテワヨの顧問だったジョン・ダンそれに戦争に貢献したバスト族首長フルビの13地区に分割され、英国による間接統治の体制となった。

## 戦後
分割されたズールー王国の故地では争いが絶えず、1883年、英国に渡っていたセテワヨの懇願が受け入れられて復位が実現した。だが、ジヘブはこれを受け入れずにセテワヨとの間で内戦となる。ジヘブはウルンディに攻め込んで焼き払い、セテワヨは逃亡しイギリスの庇護に入り、翌1884年に死亡した。
同年、セテワヨの息子ディヌズールー・カセトシュワヨがボーア人の力を借りて共和国を築き、ジヘブに勝利した。ボーア戦争中の1885年に、ディヌズールーの国はボーア人のトランスヴァール共和国に併合されてしまった。そして残りのズールーラント（英: KwaZulu - クワズール）も1887年にナタール植民地（1843年–1910年。ナタール共和国を併合したケープ植民地から分離して出来た植民地。現クワズール・ナタール州）に合併された。ディヌズールーは英国に逮捕され、セントヘレナ島に流された。こうして、ズールー族の独立は失われた。
1906年にはバンバサ暴動が勃発し、ズールー族が蜂起したが、鎮圧された。
1910年5月31日、イギリスの自治領南アフリカ連邦が成立。

## 映画作品
- ズール戦争 （1964年）
- ズールー戦争/野望の大陸 （1979年）